# Geocriología

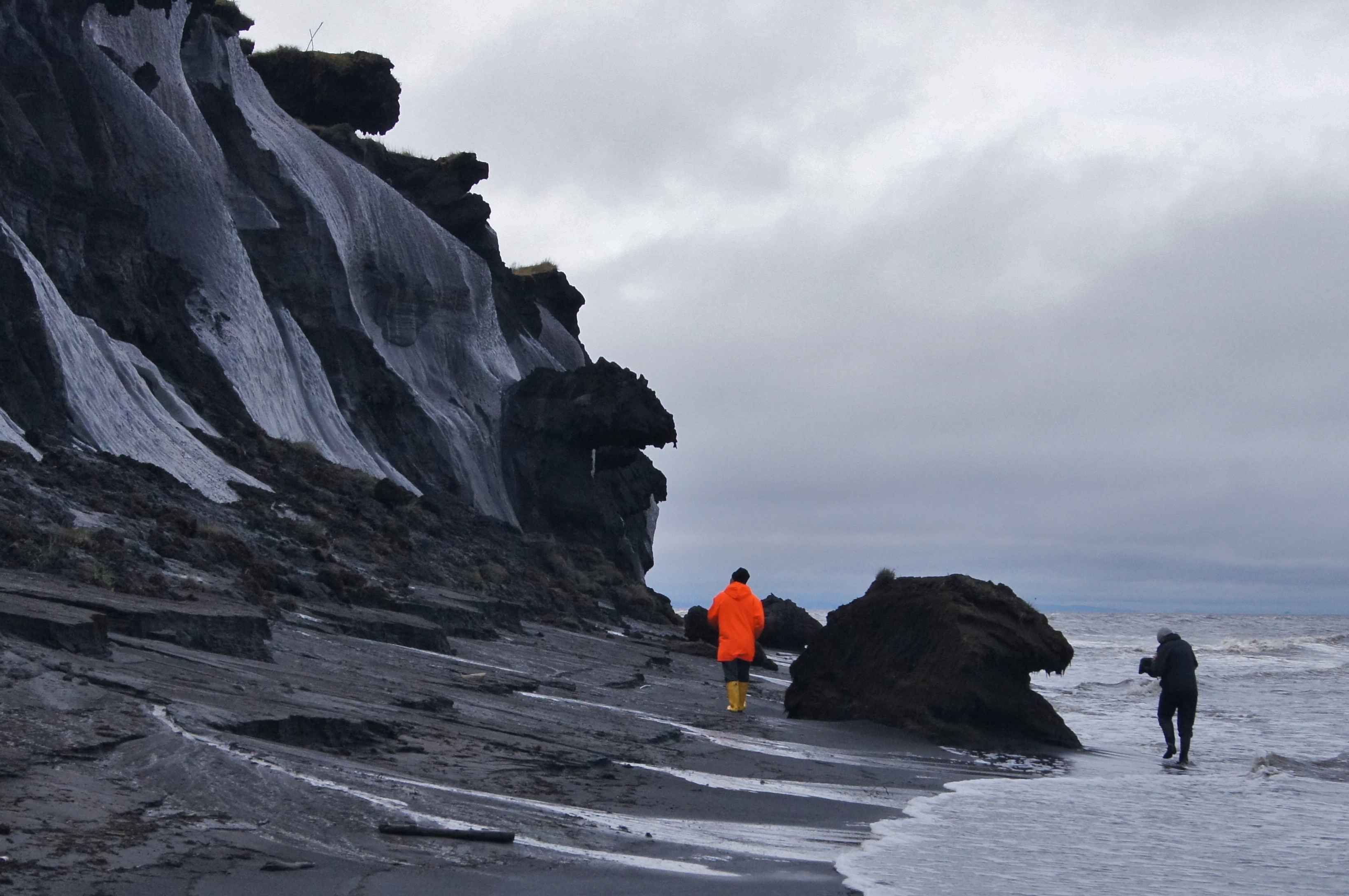
Suelo cubierto de escarcha de hielo en Islandia

La Geocriología es una rama de la Geografía física, y por tanto de las ciencias de la Tierra, que se dedica al estudio de acción de escarcha y el suelo permanentemente congelado, incluyendo el estudio de los procesos de congelarse y deshelarse, y los dispositivos de ingeniería y técnicas que pueden ser utilizadas para superar los problemas físicos en tales condiciones.
La Geocriología, fundada en Rusia, es una de las ramas más recientes de la Geografía, sus contenidos nacen entremezclados con la pedología y la glaciología, pero se han ido profundizando hasta desarrollarse como una ciencia o rama más dentro de la geografía física.
Su desarrollo “tardío” se debe a que el principal tema de estudio de la geocriología (el permafrost) no está muy ampliamente distribuido a lo ancho de la superficie terrestre, sino que se encuentra en un área relativamente limitada. Además, la investigación científica del permafrost comenzó muy recientemente principalmente en Rusia y Canadá. Los términos de fenómenos diferentes en permafrost como hielo de fondo, suelos permanentemente congelados, los accidentes geográficos de origen geocriológico (montículos escarchados, tundra poligonal) son también de origen reciente. Algunos de los términos de geocriología, como pingo, taryn, baidzherakh, etc. derivan de los lenguajes locales de las personas que habitan las regiones de permafrost.